# Mont Kurama
 (février 2010).
Si vous disposez d'ouvrages ou d'articles de référence ou si vous connaissez des sites web de qualité traitant du thème abordé ici, merci de compléter l'article en donnant les références utiles à sa vérifiabilité et en les liant à la section « Notes et références ».
Le mont Kurama (鞍馬山, Kurama-yama) est un relief situé au nord-ouest de la ville de Kyōto, au Japon.

## Dans la mythologie
Le mont Kurama est considéré comme étant la résidence d'un des premiers dieux du panthéon shinto. Selon les mythes, il y apparut, il y a plus de 6 millions d'années, sous la forme d’un homme déhanché, pic à la main : Mao-son ou Mao-den, le grand roi conquérant des démons et des esprits de la terre. Il serait descendu de la planète Vénus sur le mont Kurama pour apporter la sagesse à l'homme ; il serait le fondateur de la dynastie impériale. Ensuite, la montagne devint la résidence de Bishamon-ten, le dieu gardien du paradis bouddhiste du Nord.

## Lieux de culte

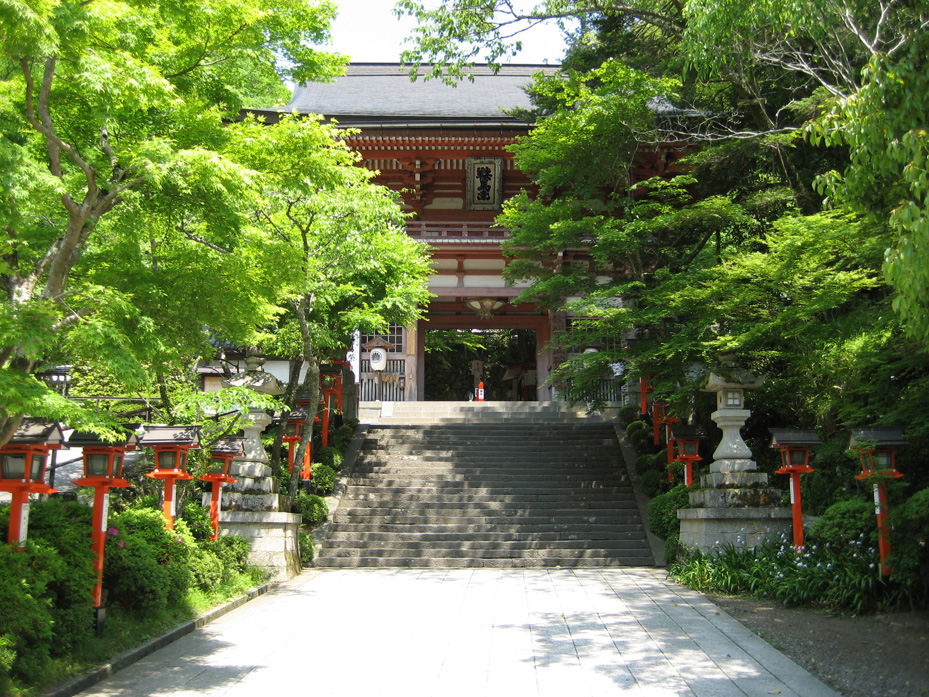
Entrée du Kurama-dera

Le site de Kurama-yama est un ensemble de plusieurs temples, rénovés en 1949, situés sur les flancs d'une montagne du nord de Kyōto, culminant à 542 mètres. Il est centré autour du temple Kurama-dera.
Le premier temple a été construit vers 770 par le moine Gantei, venu du sanctuaire Tōshōdai-ji du Bouddhisme Tendai à Nara et après qu’il eut vu dans un rêve le dieu-gardien Bishamon-ten.
En 796, un moine chargé de la construction du Tō-ji, eut une vision de Senju Kannon (Kannon aux 100 bras), le bosatsu d’Amida, et décida de construire d'autres bâtiments, donnant plus d’ampleur au complexe.
C'est également un lieu de pelerinage des pratiquants du reiki. Le fondateur de la pratique y aurait reçu l'illumination.
Le sanctuaire shinto Yuki-jinja, fondé en 940, est également dans l'enceinte du complexe.

## Monuments remarquables
Le site présente trois monuments assez singuliers.

### Meru
Un mont Meru de bronze, la montagne mythique des Bouddhistes, pilier védique du cosmos, y est représenté et est cerclé de trois anneaux d’argent, qui symbolisent les trois attributs de Mao-Son : la Lumière, l’Amour et le Pouvoir, en relation avec le Soleil, la Lune et la Terre. Il survient que des farfadets illuminent le monument, produisant un son « I » strident, et que les anneaux d’argent se mettent alors à vibrer sur des notes respectives, mettant en vibration, selon les méditants, par syntonie les nerfs subtils solaire, lunaire et central des observateurs. Les trois lignes de sons émises par les cercles sont : « O », « A » et « U ». Cette grande lumière brillante, dit aussi feu de Saint-Elme, est une manifestation de « l'effet de couronne », qui se produit lorsque le champ électrique à proximité d'un conducteur est assez fort pour provoquer une décharge dans l'air ambiant et ainsi stimuler les molécules d'air qui émettent alors une lumière caractéristique.

### Honden
Le temple principal, ou honden, comprend une crypte et des annexes intéressantes.

### Akai-gohō-zenjin
Un autre petit sanctuaire doit être remarqué au coin nord-ouest du complexe : l’Akai-gohō-zenjin. 

### Komyōshin-den
Juste sur la gauche du temple se trouve une petite salle, le Komyōshin-den ; le « Temple de la Lumière Mentale », consacré à Mao-Son. Mao-Son y est représenté avec des ailes d’ange.

### Okunoin Mao-den
L’Okunoin Mao-den est composé de deux bâtiments. Ce sanctuaire est le plus sacré de la montagne ; ce serait là que Mao-den aurait touché terre en descendant de Venus.